# Nyctemera usambarae
Nyctemera usambarae là một loài bướm đêm thuộc phân họ Arctiinae, họ Erebidae.